# 福沢諭吉の真実
『福沢諭吉の真実』（ふくざわゆきちのしんじつ）は、2004年（平成16年）8月20日に文藝春秋から発行された新書である。著者は静岡県立大学国際関係学部助手（当時）の平山洋。

## 成立
2001年（平成13年）4月21日の朝日新聞に掲載された安川寿之輔名古屋大学名誉教授の論説「福沢諭吉 アジア蔑視広めた思想家」に、平山が反論「福沢諭吉 アジアを蔑視していたか」（5月12日付同紙）を掲載したことで、いわゆる「安川・平山論争」が始まった。
5月21日に安川は慶應義塾大学で講演をおこない、講演資料で「福沢論争 批判は事実に基づいて」という再反論を掲載した。この資料に対して、5月30日に平山は再々反論をおこなった。さらに、5月30日から6月26日の間に、安川と平山との間で往復で3回の意見交換が書簡でおこなわれた。
その後2003年（平成15年）4月までに『福沢諭吉の真実』の原型を完成させた。この原型は、元慶應義塾福沢研究センター所長の西川俊作名誉教授の推薦により、出版の日の目を見ることになった。この原型は新書で出版するためにページ数を3分の2にまで減らしたため、無署名論説（社説）の起筆者の推定に関する部分は割愛されることになり、2004年（平成16年）8月20日に出版されることになった。

## 概略
この本は、今までの研究のすべてが依拠していた岩波書店刊行の『福沢諭吉全集』（1964年（昭和39年）完結）の編纂が、そもそもでたらめであるという認識を出発点としている。すなわち平山によれば、現在の福沢像とは、全集編纂者にして『福沢諭吉伝』（1932年（昭和7年））の作者でもあった弟子の石河幹明（いしかわみきあき）が、自分で執筆した新聞『時事新報』の無署名論説（社説）を、『福沢全集』（1926年（大正15年）8月完結）と『続福沢全集』（1934年（昭和9年）完結）に収めたことで虚構された「アジア蔑視者にして朝鮮領有や中国分割を目論んだ思想家」福沢諭吉なのである。
第2次世界大戦後の福沢批判者が依拠している、侵略的絶対主義者福沢諭吉とは、実は石河幹明自身のことに過ぎない、と平山は主張する。平山の主張によれば、現行版『福沢諭吉全集』に収録されている『時事新報』掲載の無署名論説でアジア蔑視表現を含むものは、すべて石河が執筆したものであり、そこに福沢は関与していなかったことになる。しかし、「『福沢諭吉の戦争論と天皇制論』の逐語的註」において「関係がある証明は可能だが、無関与の証明などできないのである」と説明しているように、石河が関与したことは文章に含まれる語彙や言い回しなどの特徴で証明することは可能だが、そこに福沢が関与していなかったことを証明するのは難しいと平山は考えている。

## 内容

### 「はじめに」
「はじめに」では、新聞『時事新報』の創刊したいきさつが記されている。すなわち『時事新報』は1882年（明治15年）3月1日に福澤諭吉によって創刊された。これ以降は、福澤の文章はいったん『時事新報』に掲載されてから、単行本化されることになる。そして単行本化された文章は、『時事新報』掲載以前のものも含めて、現行版『福澤諭吉全集』の第1巻から第7巻の途中までに収録されている。さらに単行本化されなかった文章は「社説」と「漫言」から成り、福澤の演説を収録した「社説」を除き、ほとんどが無署名であり、現行版『福澤諭吉全集』の第8巻から第16巻に収録されることになる。この第8巻から第16巻までを「時事新報論集」と呼んでいる。

### 「第一章」
第一章では、『時事新報』で社説を執筆した人々について記されている。まず、『時事新報』創刊号に掲載された「社説」は、「本紙発兌之趣旨」という題名で、論説が執筆されるシステムを次のように説明している：
すなわち、論説の大部分は社員が執筆するが、福澤諭吉と小幡篤次郎とが立案して記者が執筆するものもある、というシステムである。この社説記者の名前と、その編集部在籍期間は以下の通りである：
- 中上川彦次郎 - 1882年（明治15年）3月〜1887年（明治20年）4月
- 波多野承五郎 - 1882年（明治15年）3月〜1884年（明治17年）7月
- 渡辺治 - 1882年（明治15年）5月〜1889年（明治22年）1月
- 高橋義雄 - 1882年（明治15年）5月〜1887年（明治20年）7月
- 石河幹明 - 1885年（明治18年）4月〜1922年（大正11年）5月
- 菊池武徳 - 1887年（明治20年）4月〜1894年（明治27年）12月
- 北川礼弼 - 1894年（明治27年）4月頃〜1899年（明治32年）？月
- 堀江帰一 - 1897年（明治30年）3月〜1899年（明治32年）7月

この中で、石河以外は政界、財界、学会に転出したため在籍期間は短い。石河は『時事新報』に残ったため在籍期間が特に長くなっている。

### 「第二章」
第二章では、今までに刊行された4種類の『福澤全集』について解説している。すなわち、
1. 1898年（明治31年）・福澤自身が編纂した明治版『福澤全集』全5巻
2. 1925年（大正14年）・石河が編纂した大正版『福澤全集』全10巻
3. 1933年（昭和8年）・石河が編纂した昭和版『続福澤全集』全7巻
4. 1958年（昭和33年）・富田正文と土橋俊一が編纂した現行版『福澤諭吉全集』（初版は全21巻、再版は全22巻）

である。
まず、明治版『福澤全集』は福澤の単行本を発刊順に収録したもので、『時事新報』の無署名論説は含んでいない。
次に、大正版『福澤全集』は石河幹明が編纂したもので、第1巻から第7巻までに単行本を明治版と同じ順序で収録し、第8巻から第10巻までに初めて『時事新報』の論説を「時事論集」として収録したものである。その「時事論集」収録の論説224編を収録するに当っては、石河が社員のときに抄写して坐右に置いていたものを収録したと説明している。
そして、昭和版『続福澤全集』は大正版から洩れていた『時事新報』の論説を「時事論集」として第1巻から第5巻までに収録し、書翰を「書翰集」として第6巻に収録し、その他の文を「諸文集」として第7巻に収録したものである。この昭和版「時事論集」全5巻を編纂するに当って、『時事新報』の論説1246編を撰んだ基準は、第1巻の「時事論集例言」には何も説明されていない。「時事論集」第5巻には、福澤没後約10年たったときに掲載された大逆事件関連の論説10編が収録されている。これらは石河が執筆したもので、その論説に先立って石河の「附記」が記されている。この「附記」において石河は
と記している。これによると、1891年（明治24年）、1892年（明治25年）頃から石河が主として論説を起稿することが多くなり、福澤の晩年にはほとんど石河が執筆するようになったのである。さらに、福澤が脳溢血で倒れた1898年（明治31年）9月26日後も、石河が福澤の案に基づく論説を筆記していたことになるのである。
現行版『福澤諭吉全集』は上記の大正版と昭和版の『全集』を合わせて、さらに新たに発見された論説や書翰を付け加えて成立したものである。現行版の「時事新報論集」は第8巻から第16巻を占めるものであるが、その編纂については第8巻の「後記」に成立事情が記されている：
この「後記」によると、現行版「時事新報論集」は大正版「時事論集」と昭和版「時事論集」をそのまま収録したものということになる。すなわち「論説」の採用基準は「石河が選んだから」という理由のみになる。
平山は「論説」を4つのカテゴリーに分類している。すなわち、
1. カテゴリーI - 福澤がすべて執筆した「福澤真筆」
2. カテゴリーII - 福澤が立案し、記者が執筆した「福澤立案記者執筆」
3. カテゴリーIII - 記者が起筆し、福澤が添削した「記者立案福澤添削」
4. カテゴリーIV - 記者がすべて執筆した「記者執筆」

の4つである。そして、『福澤全集』に収録する資格があるものは、カテゴリーIとカテゴリーIIだけであると説明している。さらに石河は本当にカテゴリーIとカテゴリーIIだけを撰んで『全集』に収録したのだろうかという疑問を投げかけている。

### 「第三章」
第三章では、石河がカテゴリーIとカテゴリーIIの論説だけを撰んで『全集』に収録したのかどうか検証している。まず、1923年（大正12年）6月に慶應義塾評議員会が石河に福澤諭吉の伝記執筆を依頼することになった。そして、1923年（大正12年）9 月に慶應義塾大学図書館内に福澤先生伝記編纂所が設置された。石河は当時の福澤の弟子たちに取材をおこない、さらに昭和版『続福澤全集』に収録される書簡集を集めたり、大正版『福澤全集』と昭和版『続福澤全集』に収録される時事新報論説を選択したりする作業も同時に進めた。その2年後、1925年（大正14年）12月から大正版『福澤全集』が刊行された。この大正版『福澤全集』には、石河が自分で執筆したと記している以下の14編の時事新報論説が含まれている。
1. 「朝鮮談判の落着、大石公使の挙動」（1893年（明治26年）5月23日）
2. 「日本外交の進歩」（1894年（明治27年）1月16日、17日）
3. 「支那政府の長州征伐」（1894年（明治27年）7月22日）
4. 「道徳の進歩」（1895年（明治28年）7月7日）
5. 「道徳の標準」（1895年（明治28年）7月9日）
6. 「忠義の意味」（1894年（明治27年）7月10日）
7. 「日米の交際」（1897年（明治30年）5月11日）
8. 「対外前途の困難」（1897年（明治30年）6月25日）
9. 「文明先輩の功労忘る可らず」（1897年（明治30年）10月27日）
10. 「本願寺の処分」（1897年（明治30年）12月5日）
11. 「血脈と法脈との分離」（1897年（明治30年）12月7日）
12. 「法運万歳の道なきに非ず」（1897年（明治30年）12月4日）
13. 「官有鉄道論」（1898年（明治31年）8月21日）
14. 「今回の恩賜に付き福沢先生の所感」（1900年（明治33年）5月16日）

これらの14編の論説は、伝記の中で言及されたり伝記の記載を補強するために使われたりしているので、平山は14編の論説がカテゴリーIIのものではなく、カテゴリーIIIまたはカテゴリーIVの論説ではないかと推測している。
1894年（明治27年）から1895年（明治28年）の日清戦争中においては、福澤は毎日のように時事新報社に出社して、自から戦意高揚論説を執筆していたというのが今までの定説である。これは石河が『福澤諭吉伝』第3 巻713頁で描き出した福澤像であり、その福澤像を証拠付けるのが大正版・昭和版正続『全集』の「時事論集」なのである。正続『全集』の「時事論集」をそのまま引き継いだ現行版『福澤諭吉全集』には、1894年（明治27年）から1895年（明治28年）にかけて284編の論説が収録されている。その中で、日清戦争および朝鮮問題に関連する論説は大正版『全集』に収録されているものは以下の10編である。（括弧内は井田進也と平山による判定結果を示す）
1. 「支那政府の長州征伐」（1894年（明治27年）7月22日）［石河執筆］（伝記に明記）
2. 「大いに軍費を醸出せん」（1894年（明治27年）7月29日）［石河執筆］（平山判定）
3. 「軍資の義捐を祈る」（1894年（明治27年）8月14日）［石河執筆］（井田判定）
4. 「資金義捐に就て」（1894年（明治27年）8月14日）［福澤執筆］（署名入り）
5. 「日本臣民の覚悟」（1894年（明治27年）8月28日、29日）［石河執筆］（井田判定）
6. 「外戦始末論」（1895年（明治28年）2月1日〜7日）［石河執筆］（平山判定）
7. 「兇漢小山六之助」（1895年（明治28年）3月26日）［石河執筆］（平山判定）
8. 「私の小義侠に酔ふて公の大事を誤る勿れ」（1895年（明治28年）3月28日）［福澤執筆］（平山判定）
9. 「唯堪忍す可し」（1895年（明治28年）6月1日）［福澤執筆］（岡部喜作宛書簡（1895年（明治28年）6月1日）で証明）
10. 「朝鮮問題」（1895年（明治28年）6月14日）［石河執筆］（平山判定）

井田と平山による判定結果によると、カテゴリーIの福澤真筆は3編に過ぎない。これら3編の中で、「資金義捐に就て」は社説ではなく署名入りの寄稿であり、残り2編も戦意高揚を意図したものではないため、平山は福澤が日清戦争を煽ったという上記の定説は正しくないと説明している。
さらに、『全集』未収録の『修業立志編』に収録されている論説42編について解説している。この42編の論説の中で9編が『全集』未収録となっている。これについて石河は、大正版『全集』第1巻の端書で「尚お慶應義塾編纂の『修業立志論(ママ)』に載て居る文章は、本集『時事論集』中の各篇に分載せるを以て、別に一冊として收録せず。」と述べている。しかし、9編の論説が未収録であり、しかもこの中で平山判定によると2編は福澤真筆のカテゴリーIであるため、石河は誠実な選択をおこなわなかったと結論している。

### 「第四章」
第四章では、1932年（昭和7年）の「福澤ルネッサンス」について考察している。石河が編纂した大正版『全集』の刊行の後、1932年（昭和7年）に石河が執筆した『福澤諭吉伝』全4巻が出版された。
1. 『福澤諭吉伝』第1巻（1932年（昭和7年）2月10日）ISBN 4-00-008648-0
2. 『福澤諭吉伝』第2巻（1932年（昭和7年）3月25日）ISBN 4-00-008649-9
3. 『福澤諭吉伝』第3巻（1932年（昭和7年）4月25日）ISBN 4-00-008650-2
4. 『福澤諭吉伝』第4巻（1932年（昭和7年）7月15日）ISBN 4-00-008651-0

この伝記の第3巻では、朝鮮を領有し中国を分割し侵略を主張する福澤像を描いているため、侵略的絶対主義者としての評価が生れたのである。これが福澤ルネッサンスである。この評価は1932年（昭和7年）における読者に迎合して作られたものであり、時局的な執筆者としての石河自身の思想を表現するものなのである。
また、この『福澤諭吉伝』に描かれていない福澤像の例として、1898年（明治31年）9月26日に福澤が脳溢血で倒れた後に失語症になったことを挙げている。

### 「第五章」
第五章では、「脱亜論」が第2次世界大戦前には有名でなかったことを示している。「脱亜論」は1885年（明治18年）3月16日に『時事新報』に無署名の社説として掲載された。平山の調査によると、同年3月16日以後の『時事新報』には、「脱亜論」に関する引用は発見されていない。また、同年3月17日から3月27日にかけて、新聞『東京横浜毎日新聞』、『郵便報知新聞』、『朝野新聞』にもコメントが発見されていない。その結果、平山は1885年には「脱亜論」は何の反響も引き起こさなかったと推定している。その後、1885年（明治18年）から1933年（昭和8年）まで「脱亜論」に関するコメントは発見されていない。そのため、平山は、「脱亜論」は48年4ヶ月の間、忘れられていたと推定している。1933年（昭和8年）7月、「脱亜論」が昭和版『続福澤全集』第2巻（岩波書店）に初めて収録された。1933年（昭和8年）から1951年（昭和26年）までの間、「脱亜論」に関するコメントは見つかっていない。平山の調査によると、「脱亜論」は1951年（昭和26年）に遠山茂樹が発見したものである。ここで言う発見とは最初に論文の中でコメントしたという意味である。すなわち、遠山は「日清戦争と福沢諭吉」（『福沢研究』第6号）の中で「脱亜論」を引用して、「脱亜論」を日本帝国主義のアジア侵略論と紹介した。1960年（昭和35年）6月に、富田正文・土橋俊一編纂の現行版『福澤諭吉全集』第10巻に「脱亜論」が収録された。1963年（昭和38年）8月に、中国文学者の竹内好は『アジア主義』（現代日本思想大系第9巻）（筑摩書房）の解説「アジア主義の展望」に「脱亜論」の全文を引用している。1967年（昭和42年）4月に、西洋思想史研究者河野健二の『福沢諭吉――生きつづける思想家』（講談社）が発行された。また、1967年（昭和42年）12月に、鹿野政直による『福沢諭吉』（清水書院）が発行された。両書は「脱亜論」へのコメントを含む新書版であったため、それ以来、「脱亜論」は日本帝国主義の理論として一般に有名になった。すなわち、「脱亜論」が一般に有名になったのは1960年代なのである。そうして、1970年代には同様なコメントをつけた論説が数多く発行されるようになったのである。
1981年（昭和56年）3月に、政治学者の坂野潤治は『福沢諭吉選集』第7巻（岩波書店、ISBN 4-001-00677-4）の解説で、「脱亜論」の新しい解釈を提示した。坂野は「脱亜論」を朝鮮近代化の挫折に対する敗北宣言と解釈した。平山もこの解釈に従い、「脱亜論」が発表された当時の歴史的背景に沿って解釈することが重要であると注意している。すなわち、発表当時は李氏朝鮮による甲申政変後の過酷な事後処理が進行している時であり、「脱亜論」の後半が「脱亜論」の約3週間前の1885年（明治18年）2月26日に発表された「朝鮮独立党の処刑（後編）」の要約になっていると解釈している。平山の解釈によれば、「脱亜論」中の「支那人ガ卑屈ニシテ耻ヲ知ラザレバ」という部分はソウルに侵攻した清国進駐軍のことであり、「朝鮮國ニ人ヲ刑スルノ慘酷ナルアレバ」という部分は李氏朝鮮政府による過酷な刑罰を示しているのであって、福澤のアジア蔑視表現と解釈するのは間違いなのである。

## 評価
名古屋大学名誉教授の安川寿之輔は、『福沢諭吉の戦争論と天皇制論――新たな福沢美化論を批判する』の31頁において、「平山洋『福沢諭吉の真実』の“壮大な虚構”の13仮説」と称して、本書の仮説を列挙し、それぞれに反論を試みている。これに対して、平山は「『福沢諭吉の戦争論と天皇制論』の逐語的註」の中で次のようにコメントしている：
小説家の清水義範は『福沢諭吉は謎だらけ。心訓小説』の「八、ついに福沢諭吉の最大の謎にぶつかる章」で本書を取り上げて、内容を肯定的に紹介している。そして、次のような評価を下している：
2010年（平成22年）に出版された『福澤諭吉事典』によると、本書で福沢真筆と認定された時事新報の論説「忠孝論」は、「ボーストン　某生」のペンネームでアメリカから投稿していた日原昌造（）が執筆し、1889年（明治22年）2月4日に掲載されたものと判明した。日原はロンドンに滞在中に「豊浦生」のペンネームで時事新報に論説を発表し、1884年（明治17年）（11月11日、11月13日、11月14日）に時事新報に掲載された論説「日本は東洋国たるべからず」において最初に「脱亜」という言葉を使用したことでも知られている。